# Cricetiscus
Cricetiscus – rodzaj ssaków z podrodziny chomików (Cricetinae) w obrębie rodziny chomikowatych (Cricetidae).

## Rozmieszczenie geograficzne
Rodzaj obejmuje gatunki występujące w Azji.

## Morfologia
Długość ciała (bez ogona) 70–103 mm, długość ogona 5–15 mm, długość ucha 11–16 mm, długość tylnej stopy 10–15 mm; masa ciała 22–28 g.

## Systematyka
Rodzaj zdefiniował w 1917 roku angielski zoolog Oldfield Thomas w artykule zatytułowanym O przypadku małych chomików, które zostały zaklasyfikowane jako Cricetulus phseus i campbelli, opublikowanym w czasopiśmie „The Annals and magazine of natural history”. Gatunkiem typowym jest (oryginalne oznaczenie) chomicznik zabajkalski (C. campbelli). 

### Etymologia
Cricetiscus: rodzaj Critecus Leske, 1779 (chomik); łac. przyrostek zdrabniający -iscus.

### Podział systematyczny
Do rodzaju należą następujące gatunki:
| Grafika | Gatunek               | Autor i rok opisu | Nazwa zwyczajowa       | Podgatunki         | Rozmieszczenie geograficzne | Podstawowe wymiary                         | Status IUCN |
| ------- | --------------------- | ----------------- | ---------------------- | ------------------ | --- | ------------------------------------------ | ----------- |
|         | Cricetiscus campbelli | (O. Thomas, 1905) | chomicznik zabajkalski | 2 podgatunki       | Rosja (południowo-wschodnia Syberia), Mongolia i Chińska Republika Ludowa (zachodnia Ningxia, Mongolia Wewnętrzna i północne Hebei)      | DC: 7,9–10,3 cm DO: 0,7–1,4 cm MC: 23–28 g | LC          |
|         | Cricetiscus sungorus  | (Pallas, 1773)    | chomicznik dżungarski  | gatunek monotypowy | północny, środkowy i wschodni Kazachstan oraz Rosja (południowo-zachodnia Syberia, odizolowana populacja w południowo-środkowej Syberii) | DC: 7–9 cm DO: 0,5–1,5 cm MC: 22–25 g      | LC          |

Kategorie IUCN:  LC  – gatunek najmniejszej troski.